# Ордос
Ордос (на китайски: 鄂爾多斯沙漠; на пинин: È'ěrduōsī Shāmò) е обширно пустинно плато в Северен Китай.
Намира се в южната част на автономния регион Вътрешна Монголия, заемащо северозападната част на големия завой на река Хуанхъ. Площ около 90 650 km². На юг, в района на Великата китайска стена постепенно преминава в Льосовото плато.
Преобладаващите височини са от 1100 до 1500 m, а максималната е връх Синджаошан 2535 m, издигащ се в северозападната му част, в планинския масив Арбисо.
Пустинното плато е изградено предимно от юрски и кредни пясъци и малко аргилити. Повърхността му представлява редуване на слабо разчленени ридове, възвишения и депресии, заети от солени езера и солончаци, на места заблатени. Около половината от територията му е заета от незакрепени пясъци под формата на дюни и бархани, като основният пясъчен масив е на север в същинската пустиня Кузупчи.
Климатът е рязко континентален, умерен. Средната януарска температура е -10°С, средната юлска 23°С, а годишната сума на валежите варира от 100 – 150 mm на северозапад до 300 – 400 mm на югоизток.
Преобладават пустинните формации, представени от пелин, караган, астрагал. На югоизток, където е малко по-влажно са развити полупустинни и сухостепни ландшафти. Понижените части на релефа са заети от солончакови ливади и малки участъци с мезофилни храсти. Алкалните почви позволяват номадското развъждане на овце и кози. Има големи натриеви наноси, от които се добиват въглища, нефт и сода. Земята се обработва единствено в оазисите.
Ордос, която в древността е била известна като Хо-нан („страната на юг от реката“), а в още по-далечни времена и като Хо-тау, е населена от жуни („варвари“) през 1 и 2 век, но е почти обезлюдена по време на и след бунта от 1869 г.